# Trodely Island
Trodely Island är en ö i Kanada.   Den ligger i territoriet Nunavut, i den östra delen av landet, 800 km norr om huvudstaden Ottawa. Arean är 19,4 kvadratkilometer.
Terrängen på Trodely Island är platt. Öns högsta punkt är 48 meter över havet. Den sträcker sig 3,6 kilometer i nord-sydlig riktning, och 9,1 kilometer i öst-västlig riktning.